# Sake kasu
Le sake kasu (酒粕) est la lie résultant de la fermentation produisant du saké (vin de riz). Il peut être utilisé comme ingrédient de saumurage, principalement pour la production de condiments.
Il est par exemple utilisé au Japon pour la production de kasuzuke, ou comme principal ingrédient de l'amazake, une pâte destinée à ajouter du goût à la nourriture ou encore comme marinade.